# Wertach
Wertach là một đô thị ở Oberallgäu bang Bayern thuộc nước Đức.